# Своє.ІТ
Своє. ІТ (англ. Svoe.IT) — це ІТ-подія, яка з 2023 року проводиться в Україні й має на меті популяризувати програмне забезпечення від українських розробників та сприяти відмові від використання українськими користувачами російського ПЗ. Захід безкоштовний для відвідувачів.

## Про подію
Уперше Своє. ІТ відбулося у вересні 2023 року у Києві як «перший шоурум українського ПЗ». Формат шоуруму означає, що відвідувачі на місці можуть провести тестування програм від українських розробників завдяки інтерактивним демостендам та отримати консультацію щодо їх впровадження.
У 2023 році захід відвідали понад 1500 гостей, які ознайомилися з більше ніж 30 програмами від українських компаній-розробників.
Вдруге подію Своє. ІТ було проведено 14 червня 2024 року. Захід відвідали більше ніж 2000 гостей, а для тестування представили понад 50 програм. Виступили також представники влади, які представили такі рішення як «електронний кабінет Захисника» від Київ Цифровий. 
Організатори планують проводити захід щорічно.   
У 2025 році захід провели 9 травня. Під час нього Держспецзв'язку анонсували створення реєстру забороненого програмного забезпечення.

## Учасники та відвідувачі
До участі в заході приймаються лише українські розробники програмного забезпечення різного типу: програми з документообігу, бухобліку, CRM, ERP, POS-системи, рішення для IP-телефонії, колтрекінгу, Edtech рішення, розробники програм для сфери військової справи, фінансів, соціальних проєктів тощо. У 2024 році організатори анонсують також ПЗ для різних сфер бізнесу — агропідприємств, HoReCa, медицини, освіти, логістики тощо.

## Теми виступів
Окрім демонстрації програмного забезпечення під час Своє. ІТ також проходять обговорення тем, пов'язаних з розвитком продуктового ІТ в Україні. У 2023 році у дискусіях про ризики використання російського софту та способи його замінити взяли участь представники уряду, зокрема від Міністерства цифрової трансформації та Міністерства інфраструктури України. Заступник міністра цифрової трансформації Олександр Борняков розповів про важливість переходу з російського ПЗ, керівниця команди впровадження електронних послуг Мінцифри Ірина Заболотна розповіла про впровадження сервісу Дія, а CDTO Мінінфраструктури Анатолій Комірний поділився думками щодо темпів цифрової трансформації в Україні.
«Попри криваву війну рф проти нашої країни, деякі організації в Україні продовжують не тільки користуватись російським софтом, а ще й закуповувати його. [...] І це – питання національної безпеки, бо ворог фактично отримує доступ до наших інформаційних систем. Потрібно розповідати користувачам, що є якісні альтернативи», — зазначив у своєму виступі Олександр Борняков. На події також було озвучено, що станом на 2023 рік за оцінками аналітиків російськими програмами наразі користується понад 70% українського бізнесу.